# Le Bonheur paradoxal

Le Bonheur paradoxal (sous-titré Essai sur la société d'hyperconsommation) est un essai de Gilles Lipovetsky, publié chez Gallimard en 2006.